# آبراهام خاشمانیان
آبراهام خاشمانیان (ارمنی: Աբրահամ Խաշմանյան؛ زادهٔ ۱۱ نوامبر ۱۹۶۷ در ایروان) یک بازیکن فوتبال بازنشسته در پست هافبک و مربی فوتبال کنونی اهل ارمنستان است.

## باشگاهی
از باشگاه‌هایی که در آن بازی کرده‌است می‌توان به آرارات ایروان، کوتایک، شیراک، پیونیک، ایروان، اربونی و میکا اشاره کرد.